# Stabkirche Grip

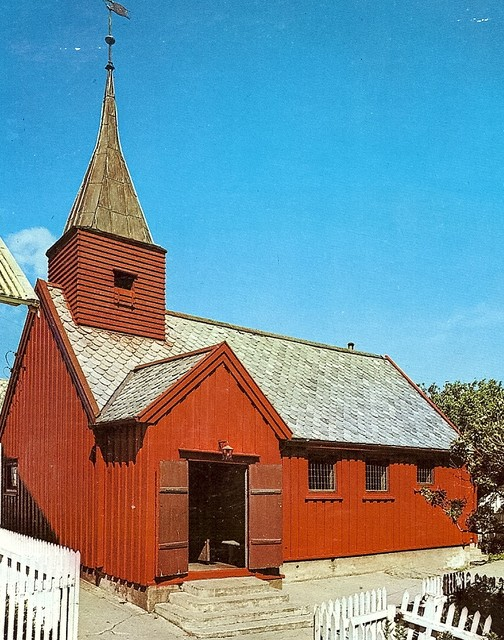
Stabkirche Grip

Die Stabkirche Grip ist eine norwegische Stabkirche in Grip auf der Insel Gripholmen in Kristiansund.

## Geschichte
Die Kirche wurde erstmals 1589 urkundlich erwähnt, ist aber vermutlich bereits im 14. Jahrhundert gebaut worden und damit eine verhältnismäßig junge Stabkirche. Im Jahr 1621 wurde die Kirche grundlegend restauriert und innen ausgemalt. Vermutlich geht der Dachreiter auf diese Restauration zurück. In der zweiten Hälfte des 19. Jahrhunderts wurde die Kirche mit einer Sakristei und einem Waffenraum erweitert. Die Malereien aus dem 17. Jahrhundert wurden übermalt. Später kam noch eine Wandtäfelung dazu. 1930 restaurierte man die Kirche erneut, entfernte die Wandtäfelung wieder und legte die Bemalung von 1621 frei. Die Kirche bekam zusätzlich eine Außenverschalung für eine bessere Wetterbeständigkeit.

## Architektur und Ausstattung
Die Kirche ist eine einfache Hallenkirche. Der Chor ist so breit wie das Schiff. Die Kirche hat ein Südportal ins Schiff. Das Chorportal gegen Süden ist nicht mehr vorhanden. 
Das Altarbild ist ein Triptychon mit Maria und Jesus Christus als Kind in der Mitte. Rechts von ihr ist St. Olav und links St. Margareta. 